# Fond cosmologique d'ondes gravitationnelles
Les théories cosmologiques supposent qu'à l'image du fond diffus cosmologique, il existerait un autre rayonnement de fond cosmologique composé d'ondes gravitationnelles. Celui-ci aurait pour origine des fluctuations de densité apparues peu après le Big Bang.
Ces ondes gravitationnelles auraient vu leur longueur d'onde diminuer au cours du temps, sous l'effet de l'expansion de l'univers. La diminution de leur longueur d'onde les rendrait très difficiles à détecter. 
La sphère formée par la distance qu'a parcourue le fond cosmologique d'ondes gravitationnelles s'appelle la gravitosphère.